# 蝦腰麵
虾腰面是起源于江苏苏州，在江南地区常见的一种面食，虾仁与猪腰合炒，浇入面中，或者过桥。苏州的朱鸿兴面馆是制作虾腰面的名店。